# Jean-Pierre Boccardo
Jean-Pierre Boccardo (* 16. März 1942 in Espéraza; † 29. Januar 2019 in Lavaur) war ein französischer Sprinter, der sich auf den 400-Meter-Lauf spezialisiert hatte.
1962 wurde er bei den Europameisterschaften in Belgrad Sechster in der 4-mal-400-Meter-Staffel, und 1963 gewann er bei den Mittelmeerspielen Gold in der 4-mal-400-Meter-Staffel und Bronze im Einzelbewerb.
Bei den Olympischen Spielen 1964 in Tokio wurde er Achter in der 4-mal-400-Meter-Staffel und erreichte über 400 Meter das Halbfinale. Im Viertelfinale stellte er mit 46,34 s seine persönliche Bestzeit auf.
1966 wurde er bei den Europameisterschaften in Budapest Vierter in der 4-mal-400-Meter-Staffel und schied über 400 Meter im Halbfinale aus.
Bei den Olympischen Spielen 1968 in Mexiko-Stadt kam er in der 4-mal-400-Meter-Staffel erneut auf den achten Platz.
1963, 1964 und 1966 wurde er Französischer Meister.